# Лесь Мартович. Твори (в 3-х томах)
«Лесь Мартович. Твори» — збірка оповідань та повістей Леся Мартовича.

## Історія видання
Видруковано у Кракові накладом Павла Волосєнки в 1943 році. Сьома, за ліком, збірка покутського автора складалася з 28 оповідань та 3 повістей, зібраних в 3 томах на 916 сторінках.

## Зміст
Том I.
- Талант без середовища (Життя і творчість Леся Мартовича)
- Не-читальник
- Лумера
- Іван Рило
- Винайдена рукопись про руський край
- Мужицька смерть
- На торзі
- Булка
- Нічний гість
- Перша сварка
- Ян
- За топливо
- За межу
- Хитрий Панько
- Квіт на п’ятку
- Ось-поси моє!
- Кадріль
- Зле діло
- Війт
- Смертельна справа
- Стрибожий дарунок
- Відміна
- Гарбата
- Пращальний вечір
- Грішниця
- Народна ноша
- Пророцтво грішника
- Жирафа та ладо
  - Примітки
  - Словничок менше зрозумілих слів.

Том II.
- Забобон
  - Примітки
  - Словничок менше зрозумілих слів.

Том III
- Політична справа
- Село Підойми
  - Примітки
  - Словничок менше зрозумілих слів.